# Cabo de Tres Forcas
El cabo de Tres Forcas (en árabe: Raʾs Thalātha Madari‎) es un cabo situado en la provincia de Nador en Marruecos, en aguas del mar mediterráneo. En la cara oriental de la península del cabo de Tres Forcas se encuentra la ciudad española de Melilla. 
El faro del Cabo de Tres Forcas fue construido en el año 1921 por el ministerio español de Obras Públicas, siendo el encargado Antonio Ribes Capó (hijo de Vicente Ribes Ivars y Magdalena Perez Álvarez).

## Geografía

### Localización
Se encuentra al este del estrecho de Gibraltar, al norte del Rif y al sur de la península ibérica y del mar de Alborán y al oeste de las islas Chafarinas.

### Relieve

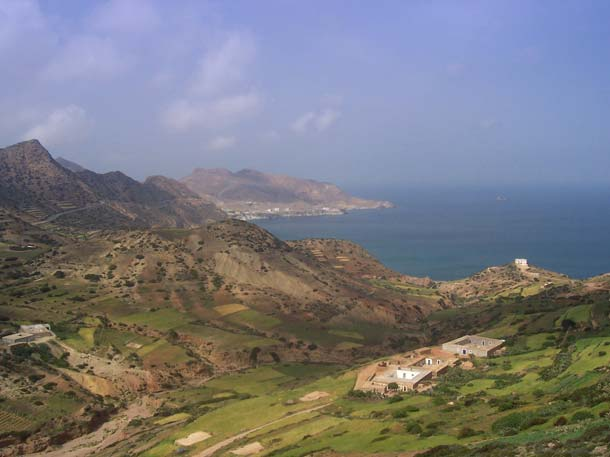
Vista del cabo.

De formación volcánica, es un cabo escarpado, especialmente en la zona central y en la costa oriental con montes de orografía árida que se elevan más de 300 m sobre el nivel del mar. Su cumbre más alta es el monte Gurugú (800 m), un volcán extinguido. En la zona oriental, se encuentran los acantilados de Aguadú.

### Hidrografía
En la costa oriental, se puede encontrar la mar Chica, una laguna de agua salada con una extensión de 115 km². Hay muy pocos ríos, más bien barrancos.

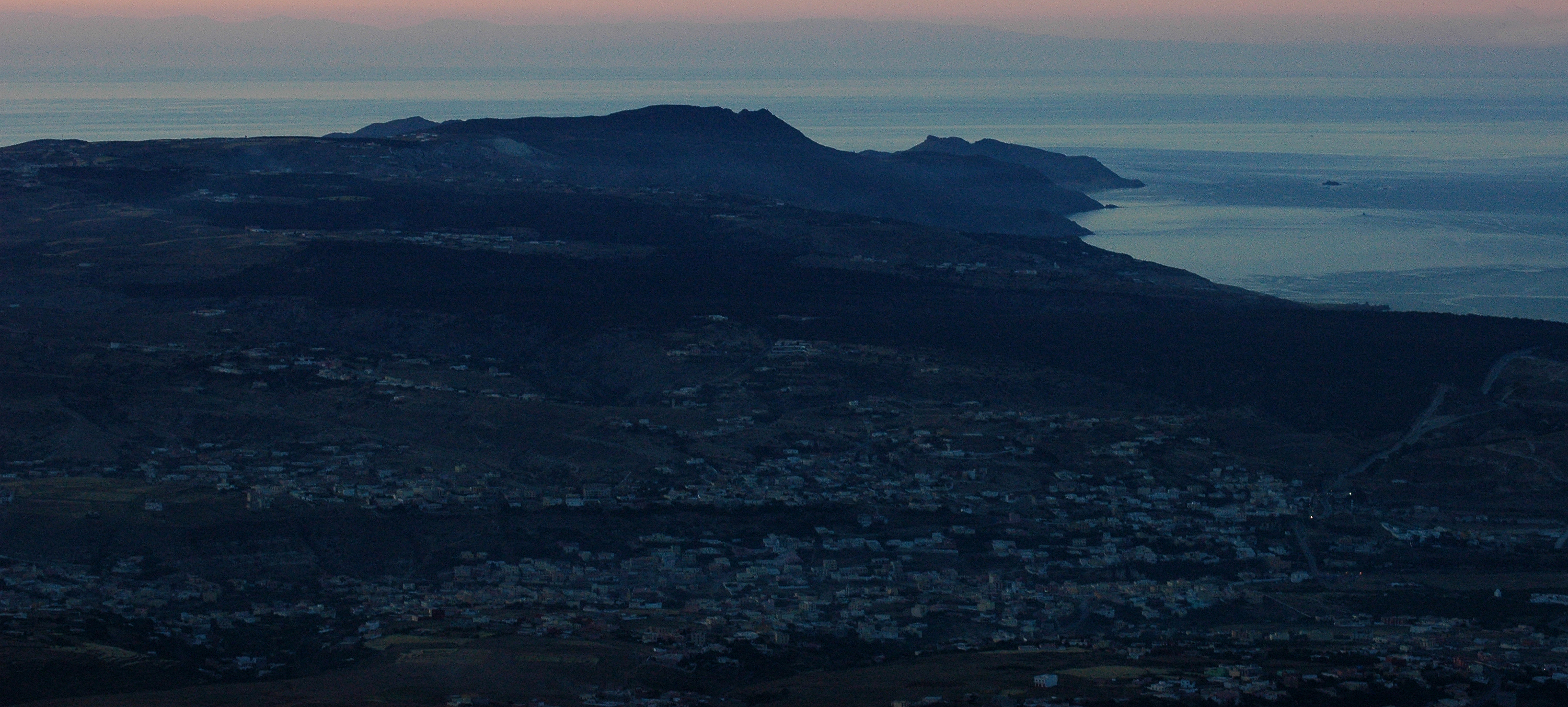
Vista del cabo, con las tres forcas que lo forman, desde el monte Gurugú.

### Clima
Posee un clima mediterráneo, ligeramente más húmedo que en otras zonas mediterráneas. En la zona central y occidental, la niebla y la lluvia es frecuente. La zona oriental, generalmente está despejada, y los vientos son comunes.

### Fauna y flora
En 2005 fue declarado Sitio de Interés Biológico y Ecológico de Marruecos (SIBE) y sitio Ramsar.
Es el segundo paso de aves desde África a Europa en su ruta migratoria y el hábitat de más de cien especies tanto terrestres como acuáticas. La vida marina es también muy rica debido a la peculiar orografía de los fondos y la costa, con arrecifes, cuevas, plataformas rocosas, playas arenosas; entre muchas otras especies marinas se pueden encontrar el coral rojo y anaranjado. También se pueden hacer avistamientos de tortugas y cetáceos. Este fue el último hábitat de la desaparecida foca monje.
La flora abunda alrededor del monte Gurugú, en cuya falda se puede encontrar un bosque de eucalyptus y pinos. En la falda y valles de las montañas, se puede encontrar pequeños matorrales. También se pueden encontrar poblaciones de aloe vera.

### Localidades
Las ciudades más importantes del cabo son Melilla (España) y Nador (Rif, Marruecos). Alrededor de éstas se encuentran otros pueblos de menor importancia, como Beni-Enzar, Farkhana y Taouima. En la zona oriental se encuentran algunas aldeas, cerca de las pequeñas calas que les sirven de puerto natural.

## Historia
Los habitantes nativos del cabo, eran los tarifit (pueblo de etnia bereber), que fueron conquistados por las tropas musulmanas de la dinastía Omeya durante el siglo VIII.
En 1497 se produjo la toma de Melilla por Pedro de Estopiñán.
En 1913, con el inicio del protectorado español en Marruecos, el cabo de Tres Forcas quedó bajo control español. En 1923, el acorazado España se quedó encallado y fue abandonado en el cabo. En 1934, el gobierno español nombró a Nador como la capital de la provincia de Kert, la más grande de las cinco provincia del protectorado. En 1956, con el fin del protectorado español, el cabo, salvo la ciudad de Melilla, quedó bajo soberanía marroquí.
En 1998, el vuelo 4101 de PauknAir se estrella contra una de las montañas del cabo, falleciendo 38 personas, siendo así el accidente aéreo más grave de la historia del cabo.

## Economía
La economía del cabo se basa en las actividades rurales, especialmente en la ganadería, la agricultura y la pesca.
El turismo, también es una actividad importante, aunque la mayoría de los turistas que recibe son españoles.

### Transportes
El cabo dispone de:
Aeropuertos
- Aeropuerto de Melilla: Málaga, Madrid, Almería, Granada, Valencia, Palma de Mallorca
- Aeropuerto Internacional de Nador: Málaga, Barcelona, Ámsterdam, Bruselas, Düsseldorf, Fráncfort del Meno, Colonia, Alhucemas, Tánger, Marsella.

Puertos
- Puerto de Melilla: Málaga y Almería.
- Puerto de Beni-Enzar: Almería